# Arco montañoso Oriental

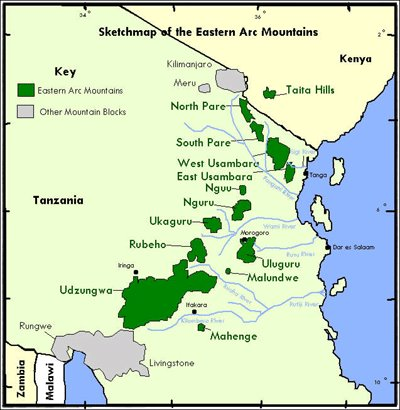
Arco Montañoso Oriental

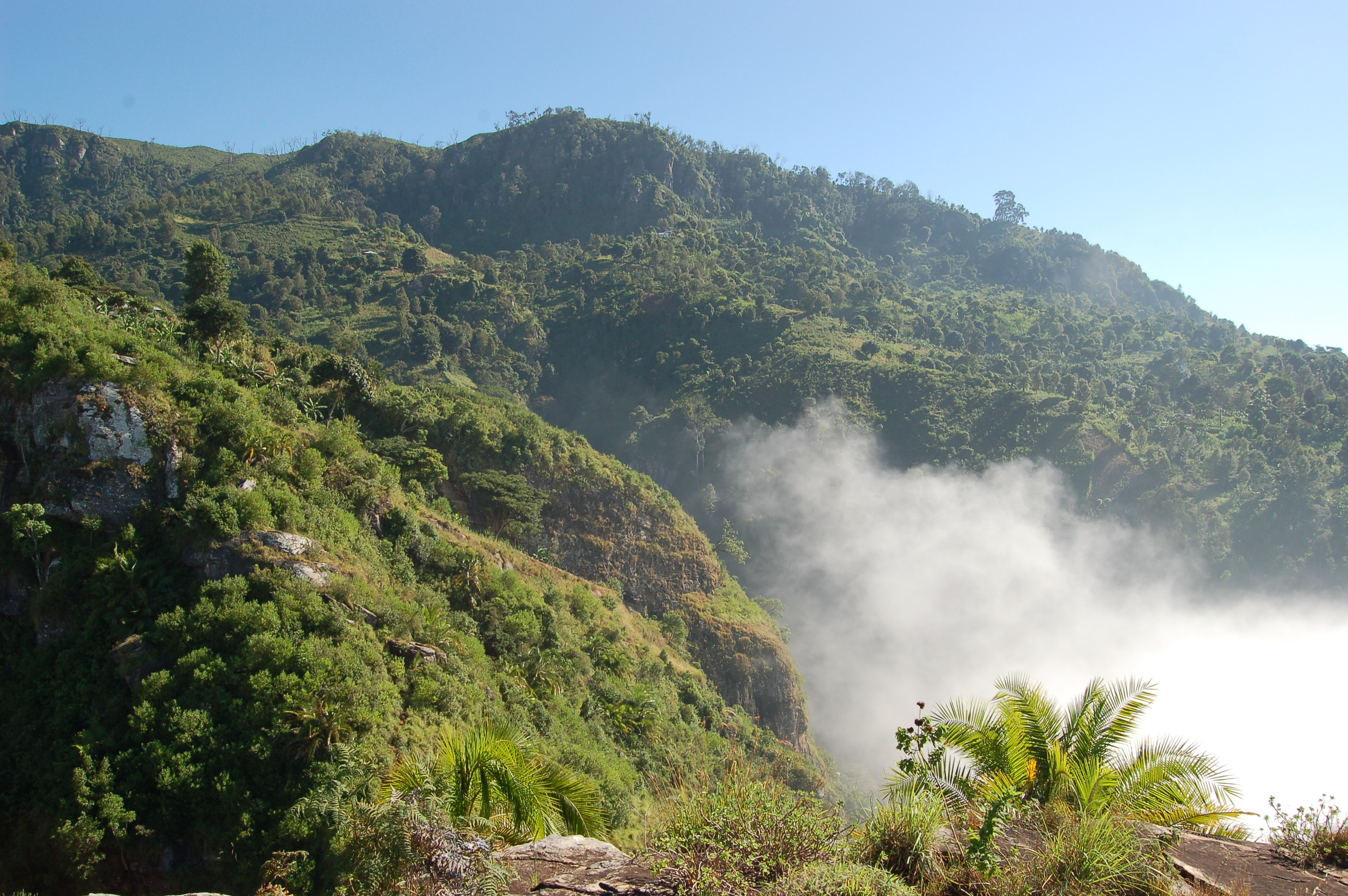
Montañas Usambara.

El arco montañoso Oriental es una cadena de montañas situada en Kenia y Tanzania. 
En ella destacan los siguientes picos:
- Montes Taita
- Montañas Pare Norte y Sur
- Montañas Usambara oriente y occidente
- Montañas Nguru del norte y del sur
- Ukaguru
- Montañas Uluguru
- Rubeho
- Montañas Udzungwa
- Macizo de Mahenge
- Montes Malundwe
- Montañas Uvidundwa

## Fauna y flora
Encephalartos sclavoi, en peligro de extinción.